# Acidente de balão de ar quente em Luxor em 2013
Em 26 de fevereiro de 2013, às 07h00 no horário padrão do Egito (05h00 UTC), um balão de ar quente caiu perto de Luxor, Egito. O acidente resultou em 19 mortes, sendo que 18 morreram no local e um no hospital horas depois. É o pior desastre balão da história e o mais mortal desastre aerostat desde o Desastre de Hindenburg em 1937, que matou 36 pessoas.

## Antecedentes
Balões de ar quente são comumente usados no Egito para fornecer aos turistas uma vista aérea da paisagem e monumentos famosos do país. Em Luxor, tais passeios oferecem vista para o Rio Nilo, o Templo de Karnak, o Vale dos Reis, entre outras atrações. As preocupações com a segurança dos passageiros foram levantadas ao longo do tempo, com várias falhas relatadas em 2007, 2008 e 2009.
Em abril de 2009, 16 pessoas ficaram feridas quando um balão caiu durante um passeio em Luxor. Após o acidente, os voos foram cancelados durante seis meses, enquanto as medidas de segurança foram melhoradas.

## Acidente
No início de 26 de Fevereiro, um balão Ultramagic N-425, com registo SU-283, operado pela Sky Cruise partiu em um voo de passeios transportando vinte passageiros e um piloto. De acordo com um piloto de balão das proximidades, Mohamed Youssef, um incêndio começou no balão do Sky Cruise a poucos metros do chão, uma vez que tentava á terra, possivelmente como resultado da equipe tentar ancorar o balão. Uma fonte diz que um cabo de amarração foi envolvida em torno de um cilindro de gás. Como o fogo tomou conta do cesto, o piloto e um passageiro saltou para a segurança, como a nave subiu rapidamente auxiliada por uma rajada de vento. Quando o balão subiu, aproximadamente sete passageiros saltou para escapar de morrerem no fogo. Á uma altitude de aproximadamente 300 metros (980 pés), houve uma explosão que poderia ser ouvida a vários quilómetros de distância